# Władysław Tarnowski
Pour les articles homonymes, voir Tarnowski.
Le comte Władysław Tarnowski, né le 4 juin 1836 à Wroblewice (Pologne) et mort le 19 mars 1878 près de San Francisco à bord d'un steamer venant du Japon, est un musicien, pianiste et poète austro-hongrois. Il est également connu sous le nom de plume d'Ernest Buława (Ernest Massue).

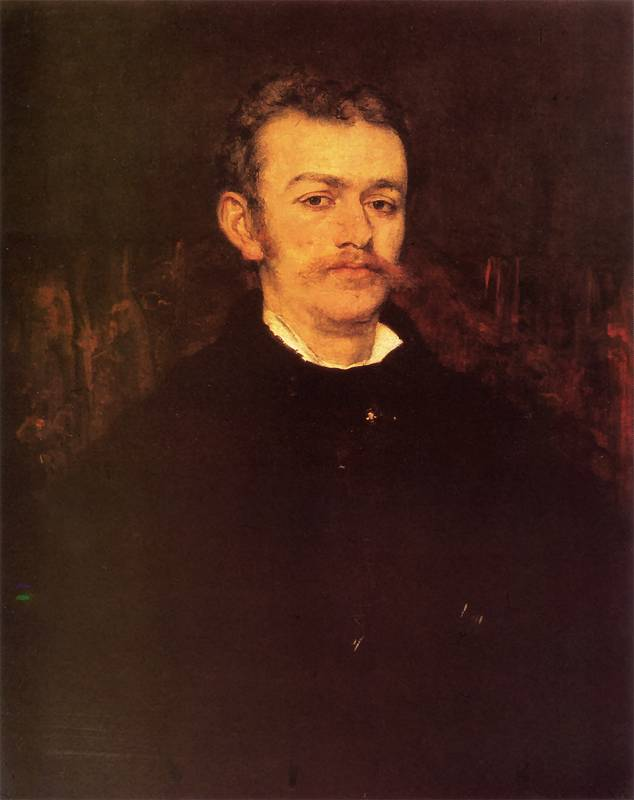
Władysław Tarnowski par Maurycy Gottlieb, 1877.

## Compositions

### Pour piano
- Grand Sonata
- Grande polonaise quasi rapsodie symphonique (~ 1875)
- Nocturnes
  - Nocturne dédié à sa sœur Marie
- Romance
- 2 morceaux :
  - Fantaisie
  - Valse poème
- Impromptu L'adieu de l'artiste, exécuté à son concert à Paris
- Sonate pour piano composée et dédiée à son ami Br. Zawadzki
- Ave Maria (1876)

- Pensée funèbre[1]
- Andantino pensieroso (1878)

### Chansons
- Jak to na wojence ładnie
- Kennst du die Rosen
- Neig, o Schone Knospe

- Still klingt des Glöcklein durch Felder

- Cypressen (cinq chansons en allemand, dont „Ich sank verweint in sanften Schlummer“)
- Zwei Gesänge (Vienne)
- Mein Kahn

### Musique de chambre
- Fantaisie quasi Sonate pour piano et violon
- Quatuor en ré majeur pour deux violons, alto et violoncelle[2]

### Scénique
- Achmed ou Pilger der Liebe (opéra sur les motifs de W. Irwing Alhambra)[3],[4]
- Karlinscy (1874)
- Joanna Grey (1874 ou 1875)
- Il talismano (ballet m. Pètipa (R. Drigo), 1889)